# Andrej Kramarić
Andrej Kramarić (Zágráb, 1991. június 19. –) világbajnoki ezüst- és bronzérmes horvát válogatott labdarúgó, a Hoffenheim játékosa.
A horvát válogatott tagjaként részt vett a 2016-os Európa-bajnokságon.

## Statisztika

### A válogatottban
2024. június 19-én lett frissítve.
| Nemzeti Csapat | Év       | Mérk. | Gólok |
| -------------- | -------- | ----- | ----- |
| Horvátország   | 2014     | 4     | 2     |
| Horvátország   | 2015     | 5     | 1     |
| Horvátország   | 2016     | 10    | 2     |
| Horvátország   | 2017     | 8     | 3     |
| Horvátország   | 2018     | 15    | 4     |
| Horvátország   | 2019     | 4     | 1     |
| Horvátország   | 2020     | 4     | 1     |
| Horvátország   | 2021     | 15    | 2     |
| Horvátország   | 2022     | 16    | 6     |
| Horvátország   | 2023     | 8     | 5     |
| Horvátország   | 2024     | 6     | 2     |
| Összesen       | Összesen | 95    | 29    |

## Sikerei, díjai
Dinamo Zagreb
- Horvát bajnok (2): 2009–10, 2010–11
- Horvát kupa (1): 2010–11
- Horvát szuperkupa (1): 2013

HNK Rijeka
- Horvát kupa (1): 2013–14
- Horvát szuperkupa (1): 2014

Egyéni
- A horvát bajnokság gólkirálya (1): 2014–15 (21 gól)